# Smith (fiume)
Lo Smith  è un fiume del Canada, lungo 140 chilometri. Il fiume nasce dal Lago Lower Toobally, nello Yukon e poi scorre verso sud fino ad immettersi nel Liard, quando entrambi scorrono gia' nella Columbia Britannica.  

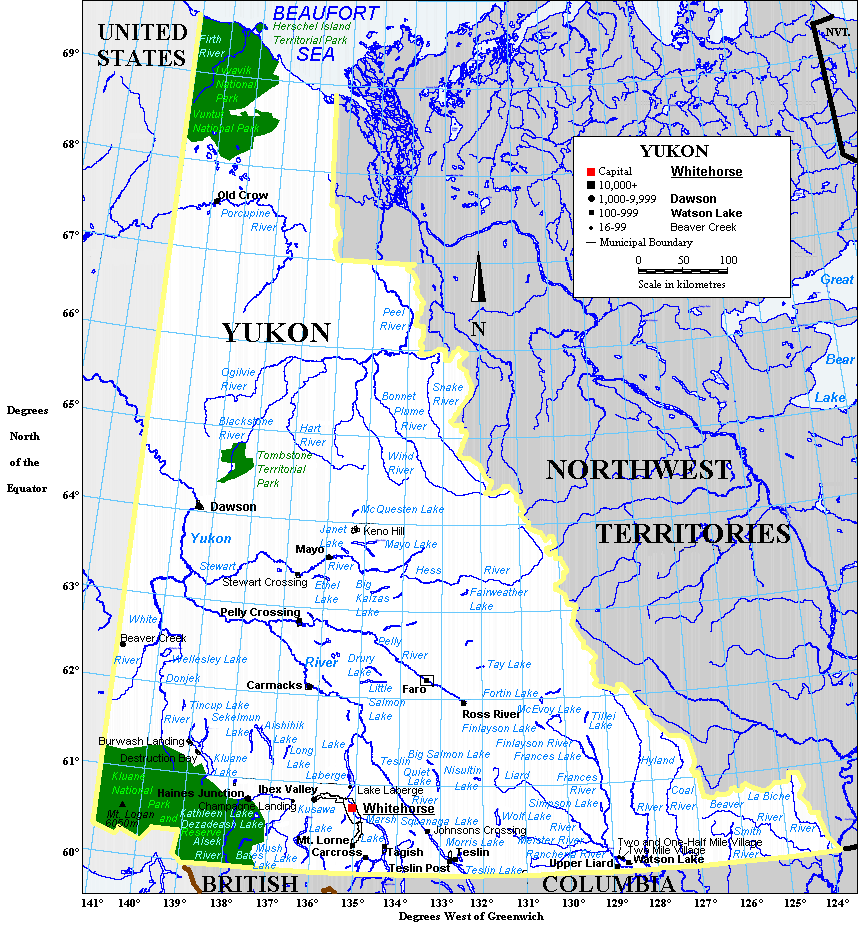
Mappa idrografica dello Yukon, lo Smith è visibile in basso a sinistra